# Чжан Цзінхуей
Чжан Цзінхуей (кит.: 张景惠, спр. 張景惠, піньінь Zhāng Jǐnghuì; Wade-Giles: Chang Ching-hui; 21 червня 1871, Аньшань, Імперія Цін — 1 листопада 1959, Фушунь, КНР) — китайський генерал, військовий діяч періоду Ери мілітаристів. З 1935 по 1945 — прем'єр-міністр маріонеткової Маньчжурської держави.

## Біографія

### Ранні роки
Чжан Цзінхуей народився в Тайані, на південний захід від Мукдену (провінція Ляонін). Коли почалася війна з Японією, Чжан приєднався до нерегулярних хунхузьких кавалерійських частин, очолюваних маньчжурським воєначальником Чжан Цзолінем. Згодом ці сили взяли участь і в Російсько-японській війні, виступаючи на боці Японії як найманці. В останні роки правління династії Цин Чжан Цзолінь був призначений намісником Трьох Північно-Східних Провінцій з базою у Фентяні. Після Синьхайської революції, яка скасувала китайську монархію, йому вдалося домогтися визнання його сили в рамках новоствореної мілітаризованої Китайської республіки.

### Доба мілітаристів
У цей час Чжан Цзінхуей був призначений командиром 27-ї піхотної бригади Бейянської армії — однією з найбільших і найбільш боєздатних на території Китаю. Однак зі смертю Юань Шикая в 1916 Бейянська армія розділилася на кілька ворожих фракцій, і Чжан Цзінхуй приєднався до Чжилійської кліки, очолюваної У Пейфу. Пізніше він повернувся до Чжан Цзоліню і виконував функції військового міністра в Бейянському уряді з травня 1926 до червня 1927 року. 4 червня 1928 року стався Хуангутунський інцидент, внаслідок якого загинув Чжан Цзолінь. Незабаром після цього в січні 1929 року в Нанкін відбулася конференція з національної єдності, в якій взяли участь Чжан Сюелян і Чжан Цзінхуей. Підсумком конференції стало визнання глави держави лідера партії Гоміньдан Чана Кайші.

### Маньчжурська держава
Після Мукденського інциденту та успішного вторгнення Квантунської армії до Маньчжурії у 1931 році Чжан Цзінхуей скликає конференцію у своєму кабінеті 27 вересня 1931 року з метою організації «Комітету з надзвичайної ситуації спеціального району» та виходу Маньчжурії зі складу Китаю. За його наказом з Ціцикара був висланий гоміньданівський генерал Ма Чжаньшань, який виконував обов'язки губернатора Хейлунцзяна. Після цього Чжан оголосив про самоврядність Маньчжурії та проголосив себе маньчжурським губернатором 7 січня 1932 року. Після цього Чжан оголосив про самоврядність Маньчжурії та проголосив себе маньчжурським губернатором 7 січня 1932. Побоюючись вторгнення з боку Радянського Союзу і бувши не в силах протистояти японцям, Чжан підписав угоду з останніми та був визнаний Японією як єдиний легітимний губернатор Хейлунцзяна в рамках планованого до державотворення Маньчжурії.
14 лютого 1932 року Чжан Цзінхуей передав посаду губернатора колишньому противнику Ма Чжаншаню, який погодився перейти на бік японців. У квітні 1932 року Чжан обійняв посаду міністра оборони Маньчжурської держави.
21 травня 1935 року, попри заперечення з боку імператора Пуї, з японської ініціативи Чжан Цзінхуей був призначений прем'єр-міністром Маньчжурської держави, змінивши на цій посаді Чжен Сяосюя.
Як прем'єр-міністр держави, Чжан вважав за краще вести пасивний спосіб життя і надавати своїй посаді лише номінальний характер, що ще більшою мірою робило Маньчжурію залежною від Японської імперії. За десять років свого прем'єрства Чжан Цзінхуей лише одного разу виступив проти японської адміністрації, розкритикувавши факт примусу маньчжурців до продажу своїх земель з боку японських колоністів. У 1943 році він виступив як делегат від Маньчжоу-го у Великій Східноазійської конференції, що відбулася в Токіо.
Крім того, в 1943 році в журналі «Тайм» було опубліковано помилкову статтю, згідно з якою Чжан Цзінхуей нібито отруїв свою родину і вбив японського радника, а інших членів уряду Маньчжоу-го довів до самогубства.

### Останні роки. Смерть
Чжан обіймав посаду прем'єр-міністра аж до розпаду Маньчжоу-го внаслідок вторгнення до Маньчжурії частин Червоної Армії у серпні 1945 року. Після закінчення Другої світової війни Чжан утримувався під вартою на території Радянського Союзу в Сибіру, а в 1950 був виданий владі Китайської Народної Республіки і ув'язнений для військових злочинців у Фушуні. У 1959 році він помер ув'язнений від серцевої недостатності.